# John Barrasso
John Anthony Barrasso (ur. 21 lipca 1952 w Reading, Pensylwania) – amerykański polityk Partii Republikańskiej; od 2007 senator Stanów Zjednoczonych z Wyoming.
Barrasso, z zawodu lekarz, w 1996 ubiegał się bez powodzenia o nominację republikańską do Senatu, ale przegrał nieznacznie z Mikiem Enzim. Akcentował wówczas poparcie m.in. dla prawa do przerywania ciąży.
Po trzech niepełnych kadencjach w stanowym senacie (2003-2007) Barrosso został jednym z kandydatów do zastąpienia zmarłego 4 czerwca 2007 senatora Craiga Thomasa. Zaprzysiężony został 25 czerwca 2007.